# AP-1 (komplex)

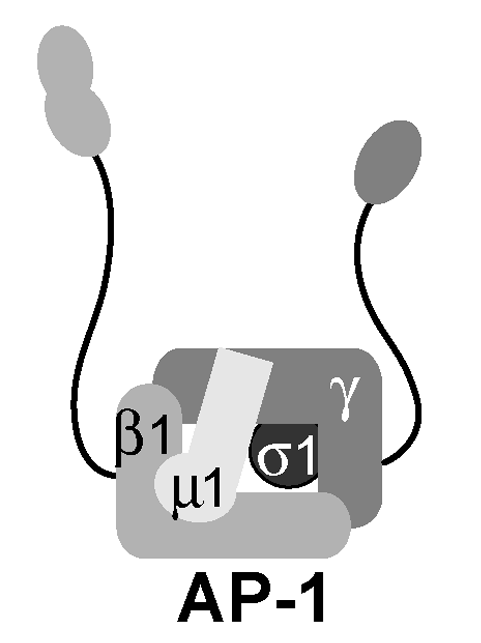
Stavba AP-1 komplexu

AP-1 je heterotetramerický komplex, který se vyskytuje na membránách buněčných váčků (asociuje s fosfolipidem fosfatidylinositol-4-fosfátem) a umožňuje skládání klathrinového pláště. Identita váčků, které AP-1 váže, není zcela vyjasněna – podle některých hypotéz to jsou váčky mezi trans-Golgi stranou Golgiho aparátu a endozomy, podle jiných z Golgiho aparátu či endozomů směrem na plazmatickou membránu.
Vazbu AP-1 na membránu umožňuje jak asociace přímo s fosfatidylinositol-4-fosfátem, tak (především) vazba na membránovou Arf1 GTPázu. Ta musí být nejprve aktivována (přijetím GTP), načež asociuje s membránou.

## Stavba
AP-1 se skládá z adaptorových proteinů γ, β1 μ a σ1. Podjednotky γ a β1 tvoří kostru komplexu a umožňují vazbu AP-1 na membránu, zatímco μ a σ1 jsou převážně skryty uvnitř komplexu. C-terminální části γ a β1 vybíhají z komplexu směrem ven a tvoří anténovité útvary, jež vážou těžké řetězce klathrinu a přídatné proteiny.